# Francesco Saverio de Zelada
Francesco Saverio de Zelada (ur. 27 sierpnia 1717 w Rzymie, zm. 19 grudnia 1801 tamże) – włoski kardynał, pochodzenia hiszpańskiego.

## Życiorys
Pochodził z rodziny hiszpańskiej, był synem Juana de Zelady i Manueli Rodríguez. Studiował na Sapienzy, gdzie uzyskał doktorat utroque iure. 23 października 1740 przyjął święcenia kapłańskie. po ukończeniu studiów został referendarzem Najwyższego Trybunału Sygnatury Apostolskiej i audytorem Kamery Apostolskiej; pracował także w kilku kongregacjach. W 1760 został audytorem Roty Rzymskiej i kanonistą Penitencjarii Apostolskiej a w 1768 – konsultorem Świętego Oficjum.
23 grudnia 1766 został wybrany arcybiskupem tytularnym Petry, a pięć dni później przyjął sakrę. 19 kwietnia 1773 został kreowany kardynałem prezbiterem i otrzymał kościół tytularny Santi Silvestro e Martino ai Monti. Był zagorzałym wrogiem Towarzystwa Jezusowego i jednym z głównych twórców brewe Dominus ac Redemptor, które zarządziło jego kasatę. Od 15 grudnia 1779 do śmierci był Bibliotekarzem Świętego Kościoła Rzymskiego, a od listopada 1780 do października 1786 był proprefektem Kongregacji ds. Biskupów i Zakonników (w czasie nieobecności Francesco Carafy). W 1781 został archiprezbiterem bazyliki laterańskiej. Od 1783 przez roczną kadencję pełnił rolę kamerlinga Kolegium Kardynałów, a od 8 września 1788 do śmierci był wielkim penitencjariuszem. 14 października 1789 został mianowany sekretarzem stanu i pełnił tę funkcję do sierpnia 1796. Kiedy papież Pius VI został wzięty do niewoli do Francji, kardynał Zelada udał się do Toskanii, natomiast rolę penitencjariusza przejął Leonardo Antonelli.